# Ahold Delhaize
Ahold Delhaize é uma empresa varejista Belga-Holandesa fundada em 24 de julho de 2016 fundada após aprovação pela Comissão Federal de Comércio dos Estados Unidos da fusão da Belga Delhaize Group com a Holandesa Ahold que foi anunciada em 24 de junho de 2015.
A fusão ser aprovada pela entidade de concorrência dos Estados Unidos a empresa foi obrigada a vender 81 lojas e custou cerca de 25 bilhões de euros e criou um nova empresa com mais de 6500 lojas, sendo 2000 delas nos Estados Unidos, país onde a empresa está mais focada em seus investimentos.
A nova companhia será a quarta maior do ramo na Europa e quinta maior nos Estados Unidos, terá uma faturamento anual de 54,1 bilhões de euros, 375.000 empregados, servirá semanalmente mais de 50 milhões de clientes em todos os países onde atua e a sua sede ficará em na cidade de Zaandam na Holanda.
As ações da companhia passaram a ser negociadas em 25 de julho de 2016 na Euronext Amesterdão e na Euronext Bruxelas com o código AD.
No final de 2023 a empresa tinha 7.716 lojas, sendo 5.668 na Europa e 2.048 nos Estados Unidose 88,6 bilhões de euros em vendas, sendo que 54,5 bilhões de euros vieram dos Estados Unidos e 34,1 bilhões euros da Europa.
Em Portugal é dona de 49% da JMR - Jerónimo Martins Retalho, os outros 51% são de propriedade da Jerónimo Martins, em uma parceira que se iniciou em 1985 com a Delhaize,a JMR opera a rede de supermercados e hipermercado Pingo Doce, em 2023 a Pingo Doce obteve receitas totais de 4,8 mil milhões de euros e uma rede com 482 lojas.

## Marcas da Ahold Delhaize
Marcas da empresa em 31 de dezembro de 2023.
| Marca                | Países em que opera     |
| -------------------- | ----------------------- |
| Albert               | República Tcheca        |
| Albert Heijn         | Bélgica e Países Baixos |
| Alfa Beta            | Grécia                  |
| Bol                  | Bélgica e Países Baixos |
| Delhaize             | Bélgica e Luxemburgo    |
| Delhaize Serbia      | Sérvia                  |
| Etos                 | Países Baixos           |
| Food Lion            | Estados Unidos          |
| FreshDirect          | Estados Unidos          |
| Gall & Gall          | Países Baixos           |
| Giant Food           | Estados Unidos          |
| Hannaford            | Estados Unidos          |
| Mega Image           | Roménia                 |
| Stop & Shop          | Estados Unidos          |
| The GIANT Company    | Estados Unidos          |
| Outras participações |                         |
| JMR (49%)            | Portugal                |
| Super Indo (51%)     | Indonésia               |